# 萩原芳典
萩原 芳典（はぎわら よしのり、1974年（昭和49年）2月25日 - ）は、日本の栃木県芳賀郡益子町の「益子焼」の陶芸家である。
同じく益子焼の陶芸家であった萩原芳雄の次男であり、益子焼の窯元である「萩原製陶所：萩原窯」の5代目当主である。

## 来歴
1974年（昭和49年）、萩原製陶所4代目であった父・萩原芳雄の次男として栃木県芳賀郡益子町に生まれる。
まだよちよち歩きだったころから登り窯を焚いている時に職人にくっついて離れず、ずっと登り窯の炎を見ていると「ちょっとやってみろ」と職人が手伝わせてくれた。こうして「焼き物」の世界に入っていった。
中学生だった14歳の頃から、三日三晩寝ずにひたすら薪を運び焼べる。徹夜明けで中学校へ行き、帰ってきてまた薪を焼べる。この過酷な大仕事をするようになった。
「栃木県窯業指導所」（現・「栃木県産業技術センター 窯業技術支援センター」）に入所し伝習生となり、1994年（平成6年）、研究生を修了する。
以降、萩原製陶所に入所し、父・芳雄の元で修行の後、作陶活動を始める。
父・芳雄の元で陶芸家の道に入った時から「型にはまらずいろいろやってみたい。今までの流れをやっているだけじゃ「守り」になる」と、電気窯での焼成を試みたり、父が使う白っぽい「益子並土」とは異なる「益子赤土」を用いて成形したり、釉薬の調合も自分のやり方を模索していった。
その一方で窯焚きの時は父・芳雄が窯の右側を陣取り、左側を任されてはいたものの、薪を焼べる左右のバランスが悪くなると窯の中に熱が回らなくなり、父から場所を交代させられた。それが何よりも悔しかった。「自分でやり方を考えろ」と薪の焼べ方は絶対に教えて貰えなかった。
栃木県芸術祭美術展や栃木県美術展に連続して入選し、濱田庄司も参加していた国画会主催の国展にも多数入選する。そして2009年（平成21年）4月には当時としては史上最年少で工芸部：陶芸で国画賞を受賞し、2019年（令和元年）4月には推挙により国画会会員になった
そして2014年（平成26年）3月26日、伝統継承者の若返りを図るために、実に18年ぶりに試験が実施され、5名のうちの1人として、大塚信夫（象嵌てん）、大塚一弘（清窯）、大塚雅淑（健一窯）、小峰一浩（小峰窯）と共に、国から益子焼伝統工芸士に認定された。萩原は「より一層良い作品を作り、伝統工芸士の地位を上げていきたい」と述べた。またこの5名は栃木県の「益子焼伝統工芸士」にも認定されている。
また2010年（平成22年）2月11日にNHKで放送された「鑑賞マニュアル 美の壺」File200「益子焼」では、益子焼の伝統的な釉薬である「柿釉」に魅せられた陶芸家として登場した。窯元や陶芸家によって柿釉の色合いは異なる。父・芳雄の柿釉は祖父の作品よりも明るく、芳典は更に明るい柿釉の色を追い求めてきた。
そしてアメリカやオランダやドイツや英国で個展や展覧会への出品やワークショップなどの海外での活動も行い、益子陶芸美術館や、シカゴ美術館などの海外の多くの美術館に作品が収蔵されている。
窯焚きは楽をしようとすると駄目になる。時には３ヶ月掛けて仕上げた作陶の作品が全滅してしまった事もあった。熱さでしばらく物が持てなくなるほど手の感覚が無くなってしまう。1回の窯焚きで8キロも痩せたこともある。それでも窯焚きで3日起きていてもニコニコと笑っているので、みんなに「バカ」と言われてしまうこともある。
陶器制作に用いる「窯」が大好きであり、更に言うなら窯焚きが大好き。前述の通り物心が付く前から窯に薪を焼べていたというほどの筋金入り。そして登り窯だけでなく、灯油窯やガス窯や電気窯、そして穴窯まで、9基もの窯を所持設置しており窯焚きに立ち会った回数も数多く、「趣味は窯焚き」「窯焚きのことなら萩原に聞け」と益子では言われている。
そして萩原製陶所の登り窯は、震災前は年に8回ほど、多いときには年に13回も焼いていたため、かなり固くなっていた。そのためか益子の多数の窯にも甚大な被害が及んだ東日本大震災の時にも後ろの2室は多少崩れたが、それ以外の箇所は無傷で済んだという。
そして窯焚きの段取りを組むのも好きだし、原土掘りも大好き。2015年（平成27年）に開かれた「土祭2015」では、3種類の益子の原土で作陶に挑む企画「益子の原土を継ぐ」に参加した。
また低温焼成の技術に挑んだり、「柿釉」のみならず、益子焼の伝統的なありとあらゆる釉薬を使い、無心で色を追究した結果、陶器の生地の上で釉薬を融合させるという新しい表現に挑むなど、伝統的な益子焼を作りながらも「新しいこと」も研究し続けている。
自分が楽しむと「楽しい器」が出来て、光を宿した柿釉の壺が、得も言われぬ「幸せの象徴」のように見えてくるという。
また多趣味であり、熱帯魚や金魚を飼ったり夜釣りを楽しんだり、夏になったらオニムシ捕り（益子の方言でクワガタのこと）を楽しんでおり、益子では「窯焚きとオニムシのことは萩原に聞け」とも言われている。

## 関連文献
- 『&Premium（アンド プレミアム)）2024年12月号 No132　暮らしを楽しむ、手仕事と民芸。』マガジンハウス、2024年10月19日、13頁。ASIN B0DGQ66LG6。国立国会図書館サーチ：R100000002-I025004279-i33148349。

### 収蔵美術館
- Artist：Hagiwara Yoshinori 萩原芳典｜Search the Collection － The Cleveland Museum of Art：クリーブランド美術館

### Instagram記事
フクギドウ 表 ゆかり [@fukugido] (2012年10月12日). "…益子の萩原芳典さんの器！…". Instagramより2023年11月17日閲覧。 
くらしのギャラリー本店／岡山県民藝振興株式会社 [@kurashino_gallery_shop] (2014年9月6日). "萩原芳典のうつわ、2日目。…". Instagramより2023年11月17日閲覧。 
クラフト悠 [@youkurahuto] (2022年10月6日). "萩原芳典 作（益子）…". Instagramより2023年11月17日閲覧。 
陶庫／益子焼 [@tokomashiko] (2023年4月22日). "…本日より「第18回 萩原芳典展」がはじまりました…". Instagramより2023年11月17日閲覧。 
陶庫／益子焼 [@tokomashiko] (2023年4月23日). "…「第18回 萩原芳典展」が開催中です。…". Instagramより2023年11月17日閲覧。 
陶庫／益子焼 [@tokomashiko] (2023年4月24日). "…「第18回 萩原芳典展」が開催中です。…". Instagramより2023年11月17日閲覧。 
701｜イタリアンレストラン [@701.ochanomizu] (2023年8月24日). "…益子焼の蓋物　萩原芳典さんの作品です。…". Instagramより2023年11月17日閲覧。 
ギャラリー悠 [@gallery_yu2010] (2022年5月26日). "萩原芳典＆近藤正寛　益子焼とカメラ…". Instagramより2023年11月17日閲覧。